# Torricelliaceae
Classification APG III (2009)
Famille
Les Torricelliaceae (ou Torricelliacées) sont une petite famille de plantes à fleurs dicotylédones de l'ordre des Apiales. Ce sont des petits arbres à feuilles alternes, originaires d’Asie continentale.

## Étymologie
Le nom vient du genre type Torricellia, donné en hommage au médecin et mathématicien italien Evangelista Torricelli (1608–1647), inventeur du baromètre.

## Classification
Cette famille est acceptée par la classification phylogénétique APG (1998), la classification phylogénétique APG II (2003) et la classification phylogénétique APG III (2009).
La Angiosperm Phylogeny Website [19 dec 2006] étend cette famille en y incluant les Aralidiaceae et les Melanophyllaceae.

## Liste des genres
La classification phylogénétique APG III (2009) inclut dans cette famille les genres Aralidium et Melanophylla, précédemment placés dans les familles Aralidiaceae et Melanophyllaceae.
Selon Angiosperm Phylogeny Website (12 Jul 2010) et NCBI (12 Jul 2010) (Plus conforme à APGIII puisqu'ils incorporent les genres Aralidium et Melanophylla anciennement dans Aralidiaceae et Melanophyllaceae) :
- Aralidium (en)
- Melanophylla (en)
- Torricellia

## Liste des genres et espèces
Selon NCBI (12 Jul 2010) :
- genre Aralidium
  - Aralidium pinnatifidum
- genre Melanophylla
  - Melanophylla alnifolia
  - Melanophylla aucubifolia
  - Melanophylla modestei
  - Melanophylla pachypoda
  - Melanophylla sp. Thulin et al. 10282
- genre Torricellia
  - Torricellia tiliifolia